# Antonio Vettore
Antonio Vettore (Padova, 15 febbraio 1960) è un allenatore di calcio ed ex calciatore italiano, di ruolo portiere.

## Carriera

### Giocatore
Conta due stagioni in Serie A, una col Milan e l'altra col Brescia, senza riuscire a esordire in massima serie.
Ha totalizzato 120 presenze in Serie B difendendo i pali di Milan (2 presenze nella stagione 1980-1981), Sambenedettese, Ancona e Brescia, vincendo due campionati, col Milan nell'annata 1980-1981 e col Brescia nell'annata 1991-1992.

### Allenatore
Nella stagione 1996-1997 ha allenato il Cremapergo nel campionato di Serie C2, venendo esonerato a stagione in corso in favore di Maurizio Lucchetti.

## Palmarès

### Giocatore

#### Competizioni nazionali
- Campionato italiano di Serie B: 2

Milan: 1980-1981
Brescia: 1991-1992
- Campionato italiano Serie C1: 1

Ancona: 1987-1988 (girone A)

#### Competizioni internazionali
- Coppa Anglo-Italiana: 1

Brescia: 1993-1994